# Adesmus moruna
Adesmus moruna là một loài bọ cánh cứng trong họ Cerambycidae.